# Nico Jacobs
Nicolaas „Nico” Jacobs (ur. 26 stycznia 1981) – namibijski zapaśnik walczący w obu stylach. Olimpijczyk z Aten 2004, gdzie zajął osiemnaste miejsce w kategorii 96 kg w stylu wolnym.
Szósty na mistrzostwach świata w 2003. Brązowy medalista igrzysk afrykańskich w 2003 i czwarty w 1999. Dziewiąty na igrzyskach wspólnoty narodów w 2002. Trzykrotny brązowy medalista mistrzostw Afryki w latach 1998–2001. Wicemistrz Wspólnoty Narodów w 2003 i trzeci w 2005 roku.
- Turniej w Atenach 2004

Przegrał z Isłamem Bajramukowem z Kazachstanu i Rüstəmem Ağayevem z Azerbejdżanu i odpadł z turnieju.